# Eukiefferiella tokaralemea
Eukiefferiella tokaralemea är en tvåvingeart som beskrevs av Sasa och Suzuki 1995. Eukiefferiella tokaralemea ingår i släktet Eukiefferiella och familjen fjädermyggor. Inga underarter finns listade i Catalogue of Life.